# Трансгендерность в США

Флаг гордости трансгендерных людей, созданный американской трансгендерной женщиной Моникой Хелмс в 1999 году и впервые показан на параде прайда в Фениксе, штат Аризона, США, в 2000 году.

В этой статье рассматривается история трансгендерных людей в США с момента колонизации США до настоящего времени. Есть несколько исторических свидетельств того, что трансгендерные люди жили на земле, ныне известной как Соединённые Штаты, по крайней мере, с начала 1600-х годов. До колонизации США в некоторых индейских племенах были люди третьего гендера, социальные роли которых варьировались от племени к племени. Люди, которые одеваются и живут иначе, чем при рождении и вносят свой вклад в различные аспекты американской истории и культуры, были задокументированы с 17 века до наших дней. В 20-м и 21-м веках достижения в хирургии при трансгендерном переходе, а также трансгендерный активизм, повлияли на жизнь трансгендерных людей и их восприятие обществом в США.

## Исторический обзор

### До 1800 года

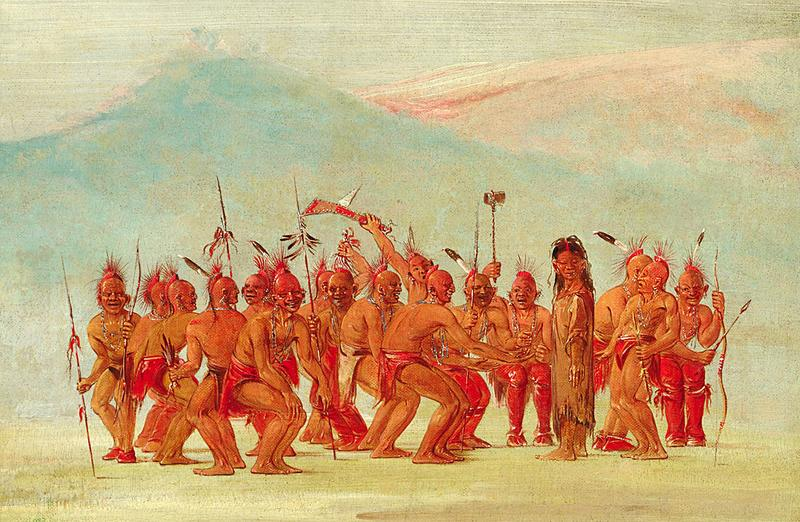
Картина антрополога Джорджа Катлина «Танец бердашей». Около 1861—1869, среди народов Сак и Фокс. Произведения Катлина о геях и гендерно-вариантных коренных народах не были лестными.

У некоторых коренных американцев есть давние имена и роли для людей с вариативным гендером или людьми третьего гендера. Эти роли в основном существуют только в культурах с жёсткими гендерными ролями, что обычно наблюдается только в патриархальных сообществах. Термин «two-spirit» (две души), который теперь задним числом используется для описания данных исторических ролей, был введён только в 1990 году на международном собрании коренных лесбиянок и геев в Виннипеге и «специально выбран для того, чтобы отличать и отделять коренных американцев от некоренных народов». Основная цель создания нового термина состояла в том, чтобы поощрить замену устаревшего и считающегося оскорбительным, антропологического термина «бердаш», который появляется в антропологических отчётах. Хотя этот новый термин не получил всеобщего признания, он подвергся критике со стороны традиционных сообществ, у которых уже есть свои собственные термины для людей, сгруппированных под этим новым термином, а также со стороны тех, кто отвергает то, что они называют «западными» бинарными значениями, например подразумевая, что туземцы верят, что эти люди являются «одновременно мужчинами и женщинами» — это в целом получило большее признание и популярность, чем антропологический термин, который он заменил.
Одним из первых задокументированных жителей американских колоний, бросивших вызов бинарным гендерным ролям, был Томас(ин) Холл, слуга, который в 1620-х годах попеременно одевался как в мужскую, так и в женскую одежду. Холл, скорее всего, был интерсекс-человеком, и суд Виргинии разрешал носить мужские бриджи, женский фартук и кепку одновременно.

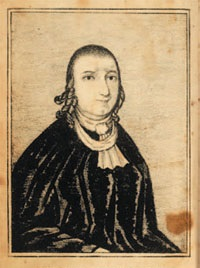
Портрет общественного универсального друга, 1821 год

В 1776 году Общественный универсальный друг сообщил, что он агендер (ни мужчина, ни женщина), одевался в стиле «унисекс», и попросил последователей, которых он приобрёл во время проповедей по всей Новой Англии в течение следующих четырёх десятилетий, не называть его по его имени при рождении или гендерным местоимением. Некоторые учёные рассматривают его как выходящего за рамки гендерной бинарной системы и как главу в истории трансгендерных людей «до [слова] „трансгендер“».
По словам Дженни Бимин, в книге «Transgender History of the United States», немногие исторические сообщения о трансгендерных людях, которые существуют в ранней американской истории, представляют собой переодевания женщин в мужчин, возможно, потому, что мужчинам было труднее успешно представить себя в качестве женщин до появления операции по коррекции гениталий и гормональной заместительной терапией. В качестве примера она приводит Мэри Хенли, (при рождении определённую как женщину) из Массачусетса, которая была обвинена в незаконном ношении мужской одежды в 1692 году, потому что «казалось, что это запутывает природу».

### 1800—1950
Джозеф Лобделл (родившийся в 1829 году как Люси Энн Лобделл) прожил мужчиной шестьдесят лет и из-за этого был арестован и заключён в психбольницу. Однако он смог жениться на женщине.

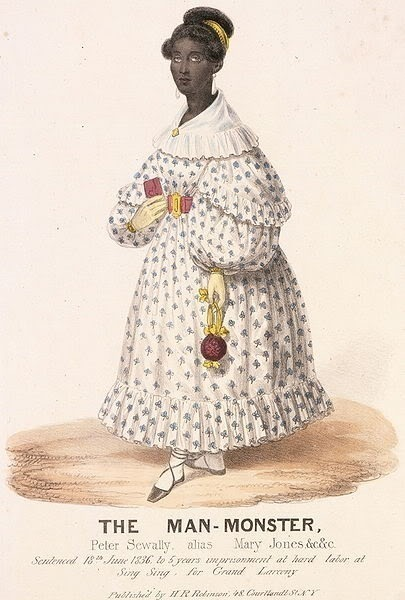
Литограмма Мэри Джонс, нарисованная Х. Р. Робинсон в 1836 г.

Мэри Джонс (род. в 1803 году как Питер Суэлли), свободная афроамериканка, была арестована в Нью-Йорке в 1836 году за переодевание в женщину, проституцию и мелкое воровство. Согласно современному отчёту в New York World, Джонс предстал перед судом "одетым a la mode de New York, элегантно, и в совершенном стиле. Её или его уши были украшены парой белоснежных серёжек, голова была покрыта париком из красивых кудрявых локон, а на ней была позолоченная заколка, которая наполовину скрывалась на фоне роскошной шевелюры. «Когда Джонса спросили о платье, он ответил: „Я общался с проститутками… и они заставили меня одеваться в женскую одежду, говоря, что я выглядел в них намного лучше, и я всегда посещал вечеринки среди людей моего собственного пола, одетых таким образом — и в Новом Орлеане я всегда одевался таким образом“. Джонс была приговорена к пяти годам тюрьмы за кражу. Вскоре после этого была опубликована литография под названием „The Man-Monster“, показывающая Джонс в женской одежде. Джонс была снова арестован в 1845 году, будучи одета как женщина.

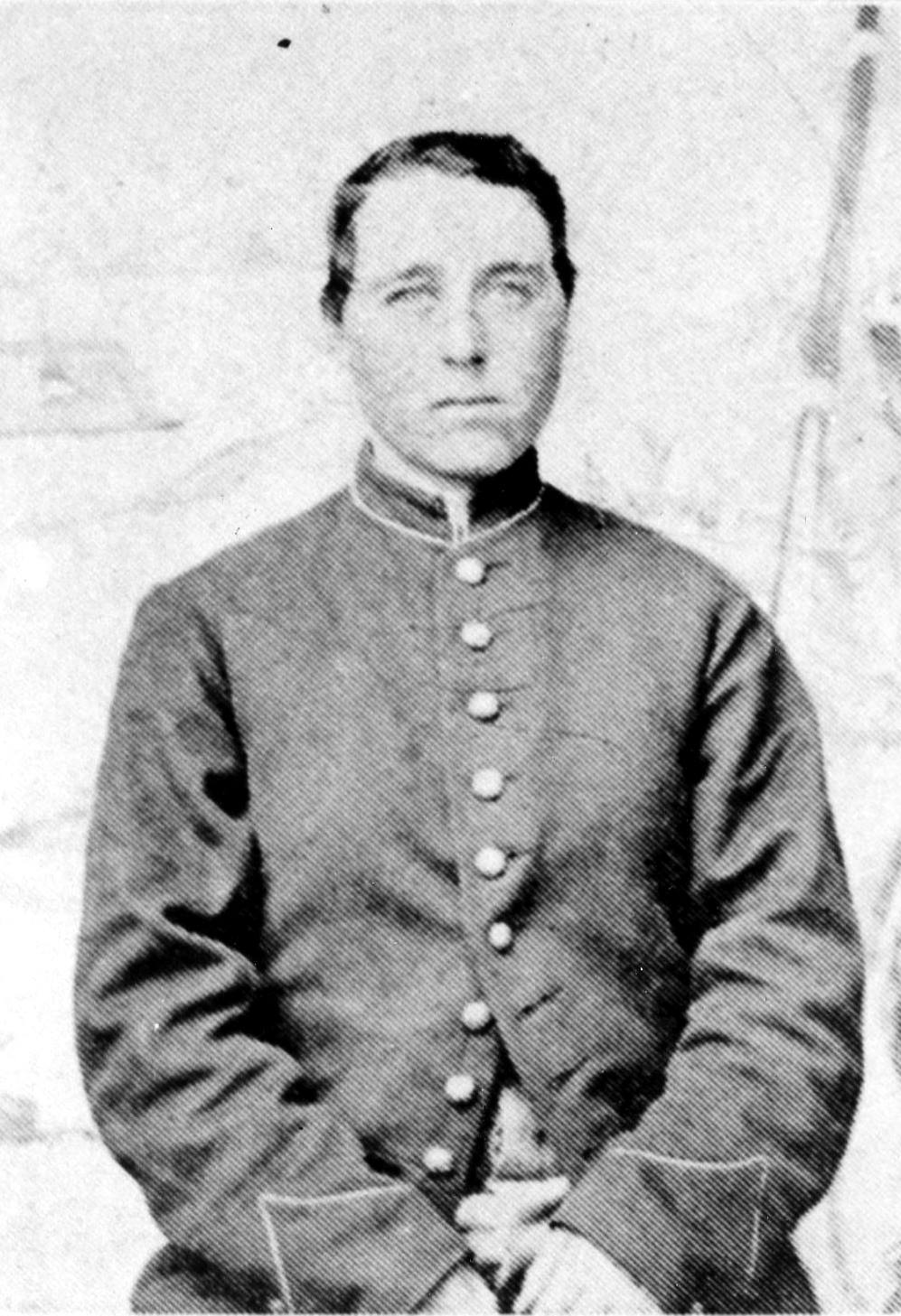
Портрет Альберта Кассира

Во время Гражданской войны в США (1861 — 1865) известно, что не менее 240 человек, которые при рождении были женского пола, носили мужскую одежду и сражались в качестве солдат. Многие могли сделать это, потому что им не разрешили сражаться как женщинам, и это было их способом участия в военных действиях. Некоторые из них были трансгендерными людьми и продолжали жить как мужчины на протяжении всей своей жизни. Одним из таких солдат был Альберт Кассир. После войны Фрэнсис Томпсон (бывшая порабощённая чернокожая трансженщина) была одной из пяти чернокожих женщин, которые дали показания перед расследованием конгрессом Мемфисских беспорядков 1866 года, в ходе которого толпа белых террористов напала на Томпсон и изнасиловала её. Десять лет спустя Томпсон была арестован за то, что „был мужчиной, одетым в женскую одежду“.
В 1895 году группа самописных андрогинов в Нью-Йорке организовала клуб под названием Cercle Hermaphroditos, основываясь на своём желании „объединиться для защиты от горьких преследований в мире“ Дженни Джун (родился в 1874 году как граф Линд), член „Cercle Hermaphroditos“, написал „Автобиографию андрогины“ (1918) и „Женщины-олицетворители“ (1922), мемуары, дающие редкие свидетельства от первого лица о жизни трансгендерных людей в начале XX века. Слова „транссексуал“ и „трансгендер“ ещё не были придуманы, и Джун охарактеризовала себя как „фейри“ или „андрогин“, индивидуум, по её словам, „с мужскими гениталиями“, но чья „физическая конституция“ и сексуальная жизнь „приближаются к женскому типу“ В 2010 году пять разделов её третьего тома мемуаров (датированы 1921 годом, но никогда не публиковались), ранее утраченные, были обнаружены и опубликованы на OutHistory.org.
Мюррей Холл (1841 — 1901) был политиком в Нью-Йорке почти двадцать пять лет. После смерти Холла было обнаружено, что при рождении он был женского пола. Холл был женат дважды и имел приёмную дочь. Хотя его последняя жена знала о нём, дочь была охарактеризована как „ужасно потрясённая“. Она сказала, что всегда верила, что её приёмный отец — мужчина, и никогда не слышала, чтобы её приёмная мать говорила что-то, что привело бы её к подозрению в обратном».
В 1917 году доктор Алан Л. Харт, работая с психиатром доктором Джошуа Гилбертом, был первым задокументированным трансчеловеком в США, который прошёл гистерэктомию и гонадэктомию, чтобы прожить свою жизнь как мужчина. После своего перехода Харт сказал The Albany Daily Democrat, что он был «счастливее с тех пор, как сделал это изменение, чем когда-либо в жизни, и он будет продолжать так, пока живёт… Он никогда ничего не скрывал в отношении [смены] мужской одежды… Он пришёл домой, чтобы показать друзьям, что ему ничего не стыдно».
Трансженщина Люси Хикс Андерсон родилась в 1886 году в Уодди, штат Кентукки. Она работала домашней прислугой в подростковом возрасте, в конечном итоге стала светской львицей и мадам в Окснарде, Калифорния в 1920-х и 1930-х годах. В 1945 году её судили в округе Вентура за лжесвидетельство и мошенничество за получение супружеских наделов от военных, так как её переодевание и представление как женщины считалось маскарадом. Она проиграла дело, но избежала длительного тюремного заключения, но вскоре после этого предстала перед федеральным правительством. Она также проиграла это дело, и была приговорена к тюремному заключению вместе со своим тогдашним мужем Рубеном Андерсоном. Отбыв наказание, они переехали в Лос-Анджелес, где спокойно жили до её смерти в 1954 году.
Билли Типтон был известным американским джазовым музыкантом и лидером группы, который жил как мужчина во всех аспектах своей жизни с 1940-х годов и до самой смерти. Его собственный сын не знал о своём прошлом до смерти Типтона. Первая газетная статья о Типтоне вышла на следующий день после его похорон и была быстро подхвачена другими СМИ. Истории о Типтоне появились в различных газетах, включая таблоиды, такие как «National Enquirer» и «Star», а также более авторитетные статьи, такие как «New York Magazine» и «The Seattle Times». Семья Типтона также выступала на ток-шоу.

### 1950-е и 1960-е
В 1950-х и 1960-х годах были созданы некоторые из первых трансгендерных организаций и периодических изданий, но законодательная система и медицина не реагировали положительно на растущее понимание трансгендерных людей.

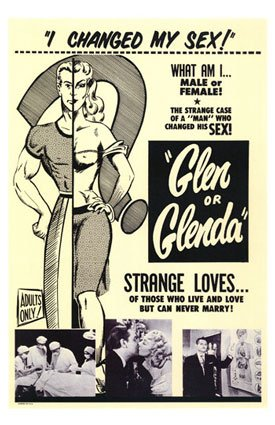
Фильм 1953 года «Глен или Гленда» касался трансгендерности и трансвестизма

Самым известным американским трансгендерным человеком того времени была Кристин Йоргенсен, которая в 1952 году стала первым широко известным человеком, перенёсшим операцию по смене пола (в данном случае с мужского на женский), что произвело фурор во всём мире. Однако ей отказали в разрешении на брак в 1959 году, когда она попыталась выйти замуж за мужчину, а её жених потерял работу, когда о его помолвке с Кристиной стало известно.
Вирджиния Принс, трансгендерная личность, которая начала жить полный рабочий день как женщина в Сан-Франциско в 1940-х годах, к 1950-м годам наладила широкую сеть корреспонденции с трансгендерными людьми по всей Европе и США. Она работала в тесном сотрудничестве с Альфредом Кинси, чтобы привлечь внимание социологов и реформаторов к потребностям трансгендерных людей.
В 1952 году, используя сеть переписки Вирджинии Принс для составления своего первоначального списка подписок, несколько других трансгендерных людей в Южной Калифорнии начали издавать журнал Transvestia: The Journal of the American Society for Equality in Dress, которого вышло два выпуска. Общество, запустившее журнал, также недолго просуществовало в Южной Калифорнии.
Бунт Cooper Donuts был одним из первых восстаний ЛГБТ в США, произошедшим в мае 1959 года в Лос-Анджелесе, в ходе которого бунтовали трансгендерные женщины, лесбиянки, трансвеститы и геи. Причиной инцидента стало преследование ЛГБТ полицией в круглосуточном кафе Cooper Donuts.
В 1960 году Вирджиния Принс начала выпускать другой журнал, также названный Transvestia, в котором обсуждались проблемы трансгендерных людей. В 1962 году она основала клуб «Hose and Heels Club» для трансвеститов, который вскоре изменил своё название на Phi Pi Epsilon, имя, созданное для обозначения женских клубов с греческими буквами и для игры на инициалах FPE, акрониме философии Принс «Полное Выражение личности». Принс считала, что бинарная гендерная система наносит вред как мужчинам, так и женщинам, не позволяя им полностью раскрыть свой человеческий потенциал, и считала переодевание одним из способов исправить это.
Рид Эриксон, трансгендерный человек, основал Образовательный фонд Эриксона (EEF) в 1964 году. EEF бесплатно предоставлял информацию трансгендерным людям, членам семей и профессионалам и финансировал публикацию отредактированного текста Ричарда Грина и Джона Мани 1969 года «Транссексуализм и изменение пола» и других книг о сексе и гендере. EEF также профинансировал первые симпозиумы для профессионалов, работающих с трансгендерными людьми; в конечном итоге это привело к созданию Международной ассоциации гендерной дисфории Гарри Бенджамина, которая сегодня называется Всемирной профессиональной ассоциацией трансгендерного здоровья. Работа EEF будет продолжена психологом Полом Уокером в конце 1970-х, в 1980-х — сестрой Мэри Элизабет Кларк и Джудом Паттоном, а в 1990-х — Далласом Денни.
В конце 1960-х в Нью-Йорке Марио Мартино основал Консультационную службу Labyrinth Foundation, которая была первой трансгендерной общественной организацией, специально занимавшаяся потребностями трансперсон.

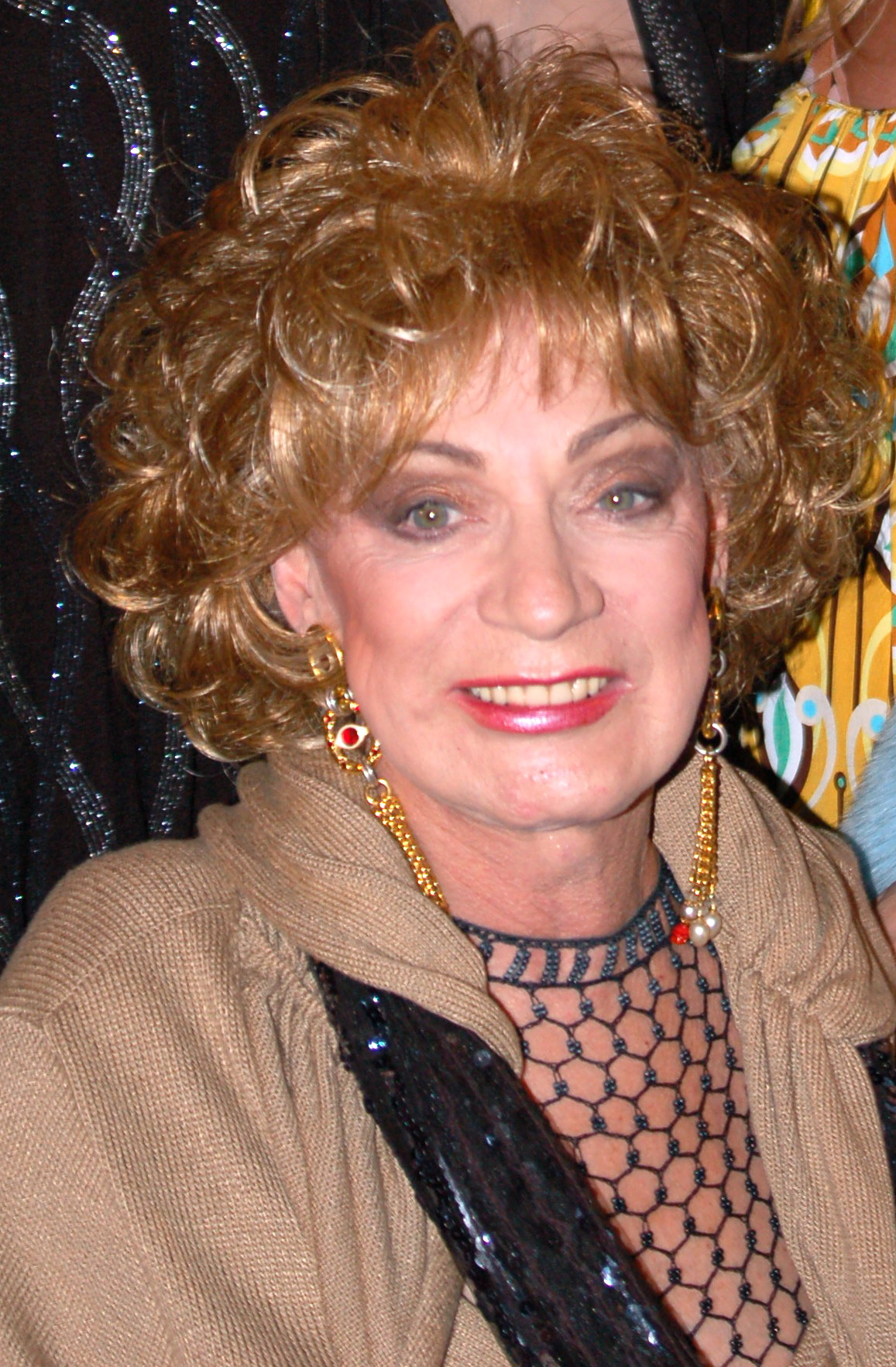
Холли Вудлоун, суперзвезда Энди Уорхола, в 2007 г.

Трансгендерные люди также получили известность благодаря поп-культуре, в частности, благодаря работам Энди Уорхола. В 1960-х и начале 1970-х годов актрисы Холли Вудлон и Кенди Дарлинг, являющиеся трансженщинами, были среди суперзвёзд Уорхола, появившись в нескольких его фильмах. Фильм 1953 года «Глен или Гленда» исследовал трансгендерность и трансвестизм; хотя он получил плохие отзывы, позже он стал культовой классикой. Он был вдохновлён операцией по смене пола Кристин Йоргенсен; Плакаты к фильму, также известному как «Я изменил свой пол» и «Я вёл две жизни», рекламируют фильм как основанный на ней. В 1968 году Гор Видал написал первый американский роман, в котором главная героиня, Майра Брекинридж, перенесла операцию по смене пола, по которому позже был снят фильм.
25 апреля 1965 года более 150 человек были лишены доступа к услугам в Dewey’s, местном кафе и закусочной по адресу 219 South 17th Street в Филадельфии, недалеко от площади Риттенхаус. Те, кому было отказано в обслуживании, в то время по-разному описывались как «гомосексуалы», «мужские женщины», «женские мужчины» и «лица, носящие нонконформистскую одежду». Трое подростков (по сообщениям Janus Society и журнала Drum, двое мужчин и одна женщина) устроили сидячую забастовку в тот день. После того, как менеджеры ресторана связались с полицией, все трое были арестованы. В процессе оказания юридической поддержки подросткам был арестован местный активист и президент гомофильной организации Janus Society Кларк Полак. В течение следующих пяти дней за пределами заведения проходили демонстрации, при этом Общество Януса и его сторонники распространили 1500 листовок. 2 мая 1965 года три человека устроили вторую сидячую забастовку. Полицию снова вызвали, но на этот раз представители закона отказались арестовать протестующих. Общество Януса заявило, что протесты были успешными в предотвращении дальнейших арестов, и эта акция была названа журналом Drum «первой сидячей забастовкой в истории Соединённых Штатов».

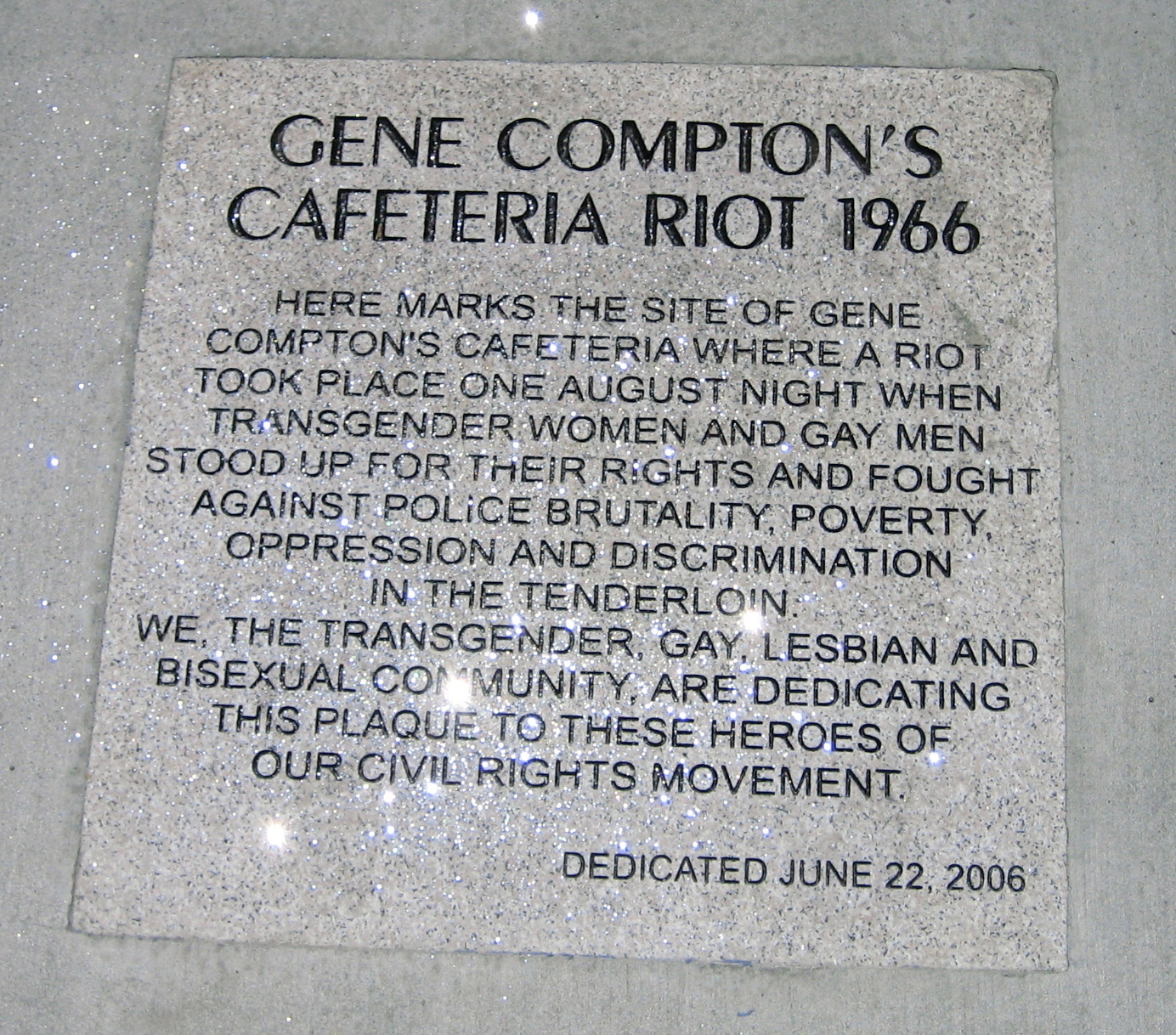
Историческая табличка 40-й годовщины беспорядков в кафетерии Джина Комптона на углу улицы Тейлор и Терк в Сан-Франциско

В 1966 году произошёл один из первых зарегистрированных бунтов трансгендерных людей в истории США. Беспорядки в кафе Комптона произошли в районе Тендерлойн в Сан-Франциско. В ночь после беспорядков, ещё больше трансгендерных людей, хулиганов, уличных прохожих и других членов ЛГБТ-сообщества присоединились к пикету у кафетерия, который не позволял трансгендерным людям вернуться. Демонстрация завершилась разбиванием недавно установленных окон. Беспорядки положили начало активности трансгендерных людей в Сан-Франциско. Согласно онлайн-энциклопедии glbtq.com, «после беспорядков в Комптоне была создана сеть служб социальной, психологической и медицинской поддержки трансгендерных людей, кульминацией которой стало создание в 1968 году Национального отдела консультирования трансгендерных людей, первой подобной организации взаимной поддержки и защиты интересов в мире».
Некоторые люди, которые позже стали участниками трансгендерной активности, были причастны к Стоуновллским бунтам в 1969 году в отеле Stonewall Inn в Нью-Йорке. Это недельное восстание в гей-барах и на улицах Гринвич-Виллидж широко считается поворотным моментом для движения за права ЛГБТ в Америке, поскольку оно ознаменовало переход от более ассимиляционистской и респектабельной политики таких групп, как Mattachine Society и «Дочери Билитис» — к рождению радикального освободительного движения геев и к основанию таких групп, как «Фронт освобождения геев» с его Кокусом трансвеститов, члены которого позже основали «Революционеры движения уличных трансвеститов» и «Фронт освобождения королевы». Гендерно-нонконформистские и трансактивисты, в том числе Марша П. Джонсон, Зазу Нова и Джеки Хормона, оказались «в авангарде» беспорядков в первую ночь.

### 1970-е и 1980-е
Многие организации поддержки мужчин-кроссдрессеров начали свою деятельность в 1970-х и 1980-х годах, причём большинство из них возникло как ответвление организаций Вирджинии Принс с начала 1960-х годов. Трансактивистка Ли Брюстер из Фронта освобождения Квинса начала издавать журнал для трансгендерных женщин Queens. Анджела Дуглас основала TAO (Transsexual / Transvestite Action Organization), которая публиковала информационные бюллетени Moonshadow и Mirage. В 1972 году TAO переехала в Майами, где в неё вошли несколько пуэрториканцев и кубинцев, и вскоре она превратилась в первую международную общественную организацию трансгендерных людей.
Ещё одно важное событие для активизма произошло в 1979 году, когда 14 октября в Вашингтоне, округ Колумбия, прошёл первый Национальный марш за права лесбиянок и геев в Вашингтоне. В нём приняли участие от 75 000 до 125 000 трансгендерных людей, лесбиянок, бисексуалов, геев и их прямых союзников, которые требовали равные гражданские права и настаивали на принятии закона о защите гражданских прав. Марш был организован Филлис Фрай (которая в 2010 году стала первой в Техасе открытой трансгендерной женщиной занимавшей должность судьи) и тремя другими активистами, но трансгендерные люди не выступили на главном митинге.
1970-е годы также стали свидетелями конфликта между сообществами трансгендерных людей и лесбиянок в Америке. Спор начался в 1973 году, когда Конференция лесбиянок Западного побережья раскололась из-за запланированного выступления лесбиянки-трансгендерной фолк-певицы Бет Эллиотт. Эллиотт работала вице-президентом отделения лесбийской группы Daughters of Bilitis в Сан-Франциско и редактировала информационный бюллетень этого отделения «Сёстры», но в 1973 году была исключена из группы на том основании, что на самом деле она не была женщиной. В 1977 году некоторые лесбиянки протестовали против того факта, что трансгендерная женщина и лесбиянка, Сэнди Стоун, работала в Olivia Records. В 1979 году активистка радикальных лесбиянок и феминисток Дженис Рэймонд выпустила книгу «Империя транссексуалов: создание женщины-мужчины», которую она представила как критику патриархального медицинского и психиатрического истеблишмента и которая утверждает, что транссексуализм основан на «патриархальных мифах» о «мужском материнстве» и «создании женщины по мужскому образу». Раймонд утверждала, что это было сделано для того, чтобы «колонизировать феминистскую идентификацию, культуру, политику и сексуальность», добавив: «Все транссексуалы насилуют женские тела, превращая настоящую женскую форму в артефакт, присваивая это тело себе … Транссексуалы просто не используют наиболее очевидные средства превращения в женщин, чтобы они казались неинвазивными». В этом обвинении Раймонд повторила обвинение феминистки Робин Морган на конференции лесбиянок Западного побережья 1973 года, состоявшейся в Лос-Анджелесе, о том, что перед операцией транссексуальная фолк-певица Бет Эллиот, выступавшая накануне, была «оппортунисткой, инфильтратором, разрушителем — с менталитетом насильника».

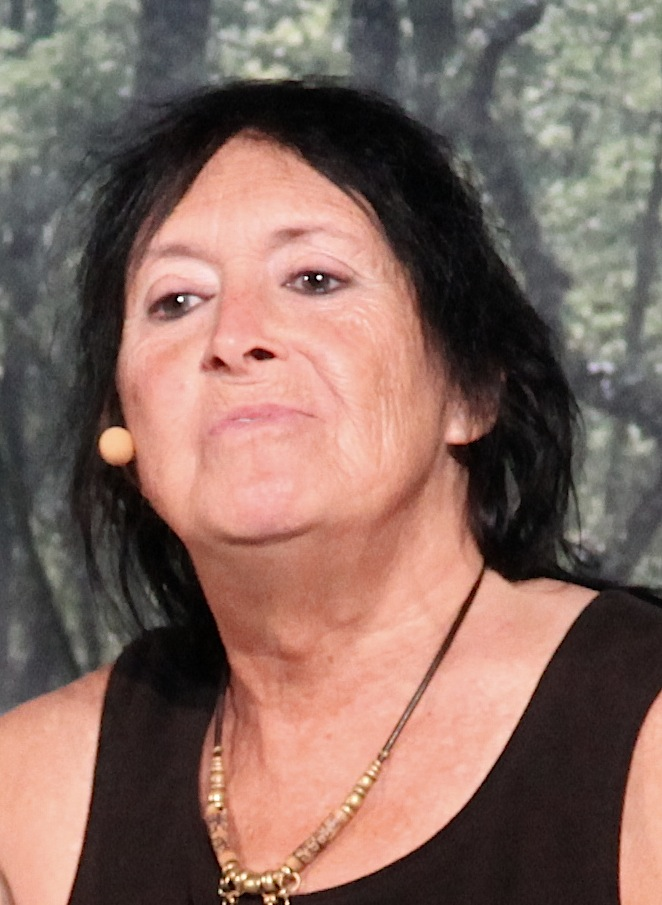
Сэнди Стоун, как трансгендерный инженер Olivia Records, был мишенью в 1970-х годах; она была названа инициатором трансгендерных исследований.

В частности, Раймонд организовала атаку ad hominem на Сэнди Стоун в «Империи транссексуалов». Раймонд обвинила Стоун в заговоре с целью уничтожить коллектив Olivia Records и женское начало в целом с помощью «мужской энергии». В 1976 году, перед публикацией, Раймонд послала черновик главы, атакующей Стоун, коллективу Оливии «для комментариев», очевидно, в ожидании увольнения Стоун. Рэймонд, казалось, не знала, что Стоун сообщила коллективу о своём трансгендерном статусе, прежде чем согласиться присоединиться. Коллектив действительно оставил Раймонд комментарии, предполагая, что её описание трансгендерных людей и места Стоун в коллективе и её влияния на коллектив не соответствовало реальности взаимодействия коллектива со Стоун. В ответ Раймонд усилила злобу её атаки на Стоун в опубликованной версии рукописи:
Мужское поведение особенно навязчиво. Примечательно, что лесбийские феминистки, которые являются транссексуалами, заняли важные позиции и / или заняли высокие позиции в феминистском сообществе. Сэнди Стоун, инженер-транссексуал из Olivia Records, звукозаписывающей компании, состоящей исключительно из женщин, хорошо иллюстрирует это. Стоун не только имеет решающее значение для компании Olivia, но и играет там очень доминирующую роль. ... видимость, которую она добилась после спора с Оливией ... только усиливает её ранее доминирующую роль и разделяет женщин, как это часто делают мужчины, когда они делают своё присутствие необходимым и жизненно важным для женщин. Как написала одна женщина: «Я чувствую себя изнасилованной, когда Оливия выдаёт Сэнди ... за настоящую женщину. После всех своих мужских привилегий, собирается ли он нажиться на культуре лесбийских феминисток?»
В свою очередь коллектив публично защищал Стоун в различных феминистских публикациях того времени. Стоун продолжала быть членом коллектива и продолжала записывать артистов Olivia records до тех пор, пока политические разногласия по поводу её трансгендерного статуса, усугублённые книгой Дженис, не привели к угрозе бойкота продукции Olivia в 1979 году. После долгих споров Стоун покинула коллектив и вернулся в Санта-Крус.
К концу 1970-х годов, несмотря на растущее признание в медицинских кругах, битва за признание была далека от победы, и некоторые из неудач этого периода включали роспуск некоторых из первых групп защиты транссексуалов, включая NTCU, и потерю поддержки в гей и феминистических организациях.
В 1980 году трансгендерные люди были официально классифицированы Американской психиатрической ассоциацией как страдающие «расстройством гендерной идентичности».
В 1980-е годы был основан ряд информационных бюллетеней и журналов, имеющих важное значение для трансгендерных людей. В 1980-х годах большинство подписчиков на базирующиеся в Торонто журналы Руперта Раджа Metamorphosis и Gender NetWorker были американцами. Metamorphosis был основан Раджем в начале 1982 года как информационный бюллетень, выходящий два раза в месяц. Это был «информационный бюллетень исключительно для мужчин F — M» (предназначенный для читателей из их семей, жён / подруг, а также профессионалов). К третьему выпуску информационный бюллетень в среднем составлял около 8 страниц, тогда как в 1986 году большинство выпусков содержало 24 страницы; последний выпуск был в 1988 году. В 1986 году трансгендерный активист Лу Салливан основал группу поддержки, которая превратилась в FTM International, ведущую группу по защите интересов трансгендерных мужчин, и начала публиковать The FTM Newsletter. Gender NetWorker был основан Раджем в 1988 году и просуществовал два выпуска. Этот журнал был специально направлен на «помощь профессионалам».
Термин «трансгендер» как собирательный термин для обозначения всех гендерно-неконформных людей стал более распространённым в конце 1980-х годов. В 1987 году Сэнди Стоун, американская трансгендерная женщина, опубликовала эссе «Империя наносит ответный удар: посттранссексуальный манифест», в ответ на книгу о борьбе с трансгендерными людьми «Империя транссексуалов». Её эссе было названо началом исследований трансгендерных людей.

### 1990-е и 2000-е годы
В 1991 году трансгендерная женщина по имени Нэнси Беркхолдер была исключена с музыкального фестиваля Michigan Womyn’s Music Festival, когда охранники поняли, что она трансженщина. После этого прошли демонстрации против политики фестиваля только в отношении биологических женщин. Эти демонстрации были известны как Camp Trans. Последний фестиваль Michigan Womyn’s Music Festival прошёл в 2015 году.
1991 год был также годом первой конференции Southern Comfort Conference, крупной конференции трансгендерных людей, которая ежегодно проводится в Атланте, штат Джорджия. Это самая крупная, самая известная и выдающаяся подобная конференция в США.
Несколько трансгендерных организаций были основаны в 1990-х и начале 2000-х годов. В 1991 году Даллас Денни основал некоммерческую американскую образовательную гендерную информационную службу 501 (c) (3), которая предоставляла информацию и направления трансгендерным людям, их семьям и прессе, а также издала уважаемый журнал Chrysalis Quarterly. Nation, ответвление отделения Queer Nation в Сан-Франциско, была одной из первых трансгендерных организаций, существовавших с 1992 по 1994 год. Transexual Menace — ещё одна такая группа, основанная в 1994 году Рики Уилчинсом. Одним из первых его действий было проведение службы в память о суде над убийцами Брэндона Тины. В 1995 году все национальные трансгендерные организации собрались вместе и сформировали правление GenderPAC, первой национальной политической пропагандистской организации, посвящённой праву на гендерную идентичность. В следующем году GenderPAC организовал первый Национальный день гендерного лобби на Капитолийском холме с помощью активистов Филлис Фрай и Джейн Фи. Он также объявил о корпоративном разнообразии компаний из списка Fortune 500, которые добавили «гендерную идентичность» к своей политике недискриминации (поскольку HRC на тот момент представлял собой только «сексуальную ориентацию»), а также аналогичное Обязательство Конгресса о разнообразии. Тем не менее, GenderPAC видел, что в его фокус также входят гомосексуальные геи и лесбиянки, подвергшиеся дискриминации, что привело к расколу в организации. В 1999 году группа опытных трансактивистов сновала Национальную коалицию по защите интересов трансгендерных людей. В 2001 году был основан Американский фонд трансгендерных людей. В 2003 году были основаны Национальный центр равенства трансгендерных людей и Американская ассоциация трансветеранов (TAVA).
Группа по защите прав ЛГБТ «Родители и друзья лесбиянок и геев» (PFLAG), основанная в 1972 году, также в это время стала более благосклонно относиться к трансгендерным людям. В 1998 году гендерная идентичность была добавлена к их миссии после голосования на их ежегодном собрании в Сан-Франциско. PFLAG была первой национальной ЛГБТ-организацией, которая официально приняла политику включения трансгендерных людей в свою работу. PFLAG учредил свою сеть трансгендерных людей, также известную как TNET, в 2002 году, в качестве своего первого официального «специального филиала», признанного с теми же привилегиями и обязанностями, что и его обычные отделения.
В это время трансгендерное сообщество стало более заметным. Учительница средней школы в Лейк-Форест, штат Иллинойс, Карен Коприва, стала первым американским учителем-транссексуалом, вышедшим на работу в 1998 году. В средствах массовой информации был большой резонанс, но когда на следующий год в другом пригороде пришёл другой учитель, почти никто не заметил этого. День памяти трансгендерных людей был основан в 1998 году Гвендолин Энн Смит, американским трансгендерным графическим дизайнером, обозревателем и активистом, чтобы увековечить память об убийстве трансгендерной женщины Риты Хестер в Массачусетсе в 1998 году. День памяти трансгендерных людей проводится каждый год 20 ноября, и теперь он увековечивает память всех убитых из-за трансфобной ненависти и предрассудков. Самая известная версия флага прайда трансгендерных людей была создана в 1999 году американской трансгендерной женщиной Моникой Хелмс. Флаг был впервые показан на параде прайда в Финиксе, штат Аризона, в 2000 году. В 2012 году Spokane Trans создали свою собственную версию прайд-флага трансгендерных людей. Они описывают это на своём веб-сайте следующим образом: «Две верхние полосы переходят от мужского (синий) до женского (розовый). Фиолетовый представляет небинарных и гендерно-ориентированных людей (поскольку цвета гендерного флага — зелёный, белый и фиолетовый), худая белая полоса представляет всех людей, а также „линию“, которую транссексуалы пересекают во время своего перехода. Затем внизу — полосы от женского (розового) до мужского (синего)». В 2009 году Рэйчел Крэндалл был учреждён Международный день трансгендерных людей: это ежегодный праздник, отмечаемый 31 марта, посвящённый чествованию трансгендерных людей и повышению осведомлённости о дискриминации, с которой они сталкиваются во всём мире.

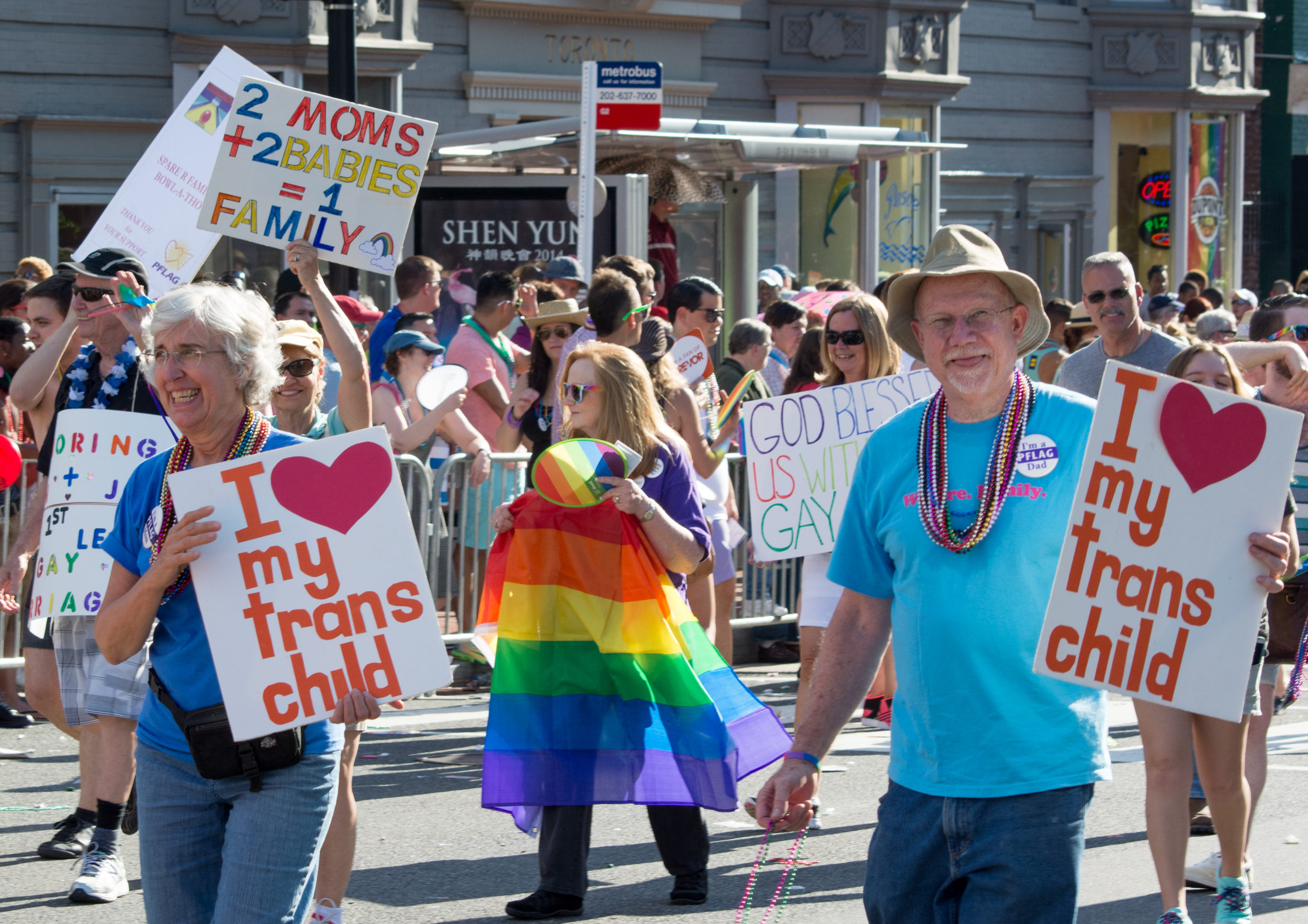
Родители трансгендерных детей активизировались в 2000-х годах.

Заметность трансгендерных людей в ЛГБТ-сообществе также возросла в 2000-х годах. В 2002 году Пит Чвани, Луиджи Феррер, Джеймс Грин, Лорейн Хатчинс и Моника МакЛемор выступили на Саммите по здоровью геев, лесбиянок, бисексуалов, трансгендерных и интерсекс-людей, квир-персон, который состоялся в Боулдере, штат Колорадо, на котором впервые были отмечены трансгендерные люди, бисексуалы, а интерсекс-люди были признаны равноправными партнёрами на национальном уровне, а не «союзниками» или символами геев и лесбиянок. В 2004 году впервые был проведён марш в Сан-Франциско. С тех пор он проводится ежегодно; это крупнейшее мероприятие для трансгендерных людей в Сан-Франциско и одно из крупнейших мероприятий для трансгендерных людей во всём мире. Также в 2004 году книга известного исследователя Дж. Майкла Бейли «Человек, который станет королевой: наука о гендерном изменении и транссексуализме» была объявлена финалистом премии «Лямбда-литература» 2003 года в категории «Трансгендерные люди». Трансгендерные люди немедленно выразили протест против выдвижения и в течение нескольких дней собрали тысячи подписей под петицией. После подачи ходатайства судьи Фонда более внимательно изучили книгу, решили, что сочли её трансфобной, и удалили её из своего списка финалистов. В течение года исполнительный директор, который первоначально одобрил включение книги, ушёл в отставку. Исполнительный директор Чарльз Флауэрс позже заявил, что «инцидент с Бейли выявил недостатки в нашем процессе номинации на награды, которые я полностью исправил с тех пор, как стал исполнительным директором фонда в январе 2006 года». В 2005 году трансгендерная активистка Полин Парк стала первым открыто трансгендерным человеком, выбранным в качестве главного маршала Нью-Йоркского прайд-марша, старейшего и крупнейшего прайда ЛГБТ в Соединённых Штатах.
В политику всё чаще стали входить открытые трансгендерные люди. В 2003 году Тереза Спаркс стала первой открытой трансгендерной женщиной, названной Ассамблеей штата Калифорния «Женщиной года», а в 2007 году она была избрана президентом полицейской комиссии Сан-Франциско одним голосованием, что сделало её первой открытой трансженщиной, которая когда-либо будет президентом любой комиссии Сан-Франциско, а также открытой трансперсоной, ставшей высшим должностным лицом Сан-Франциско. В 2006 году Ким Коко Ивамото была избрана членом Совета по образованию Гавайев, что сделало её в то время самым высокопоставленным открыто трансгендерным избранным должностным лицом в Соединённых Штатах, а также первым открыто трансгендерным должностным лицом, получившим должность в масштабе штата. В 2008 году Стю Расмуссен стал первым открыто трансгендерным мэром в США (в Сильвертоне, штат Орегон). В 2009 году Диего Санчес стал первым открытым трансгендером, работавшим на Капитолийском холме, где он работал помощником законодателя Барни Франка. Санчес также был первым трансгендером в Комитете Платформы Национального комитета Демократической партии (DNC) в 2008 году. В 2009 году Барбра «Бабс» Сиперштейн была номинирована и подтверждена как первый открытый трансгендерный член Национального комитета Демократической партии, а в 2012 году она стала первым избранным открыто трансгендерным членом Национального комитета Демократической партии.
Примерно в это же время стали узнавать и историю трансгендерных людей. В 1996 году Лесли Файнберг опубликовала «Трансгендерные воины», историю трансгендерных людей. Даллас Денни основала Историческое общество трансгендерных людей в 1995 году, а в 2000 году передала свою коллекцию исторических материалов Коллекции Джозефа А. Лабади в Мичиганском университете. В 2008 году Кристан Уильямс пожертвовала свою личную коллекцию Трансгендерному фонду Америки, где она стала первой коллекцией в Transgender Archive, архиве истории трансгендерных людей во всём мире. В 2009 году Комитет по истории лесбиянок и геев, дочернее общество Американской исторической ассоциации, изменил своё название на Комитет по истории лесбиянок, геев, бисексуалов и трансгендерных людей.

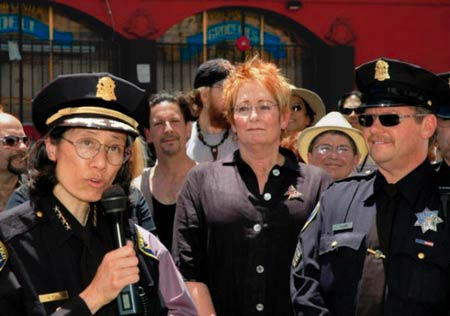
Начальник полиции Хизер Фонг, Тереза Спаркс и Стефан Торн, первый трансгендерный полицейский Сан-Франциско

Трансгендерные люди также добились революционных успехов в сфере развлечений. В 2001 году Джессика Крокетт стала первой трансгендерной актрисой, сыгравшей роль трансгендерного персонажа на телевидении в сериале Джеймса Кэмерона «Тёмный ангел». В 2004 году состоялся первый трансгендерный спектакль «Монологи вагины». Монологи были прочитаны восемнадцатью известными трансгендерными женщинами, и был включён новый монолог, вращающийся вокруг опыта и борьбы трансгендерных женщин. В 2005 году Александра Биллингс стала второй открыто трансгендерной женщиной, сыгравшей трансгендерного персонажа на телевидении, что она и реализовала в телевизионном фильме «Роми и Мишель: Новое начало». С 2007 по 2008 год актриса Кэндис Кейн играла Кармелиту Райнер, трансгендерную женщину, имеющую роман с женатым генеральным прокурором Нью-Йорка Патриком Дарлингом (которого играет Уильям Болдуин), в драме ABC в прайм-тайм «Грязные мокрые деньги». Эта роль сделала Кейн первой открыто трансгендерной актрисой, которая сыграла трансгендерного персонажа, занимающего регулярную роль в сюжете, в прайм-тайм.
Примерно в это время американское трансгендерное сообщество также добилось некоторых первых успехов в религии. В 2002 году в реформистской еврейской семинарии Еврейский юнион-колледж — Еврейский институт религии в Нью-Йорке раввин-реформатор Маргарет Вениг организовала первый общешкольный семинар в раввинской школе, на котором рассматривались психологические, юридические и религиозные вопросы, затрагивающие людей, являющихся транссексуалами. В 2003 году она организовала первый общешкольный семинар в Реконструктивистском раввинском колледже, на котором рассматривались психологические, правовые и религиозные вопросы, затрагивающие трансгендерных и интерсекс-людей. Также в 2003 году Рубен Зеллман стал первым открытым трансгендерным мужчиной, принятым в Еврейский юнион-колледж при Еврейском институте религии, где он был рукоположён в 2010 году. Эллиот Кукла, объявивший себя трансгендерным человеком за шесть месяцев до своего рукоположения в 2006 году, был первым открыто трансгендерным человеком, рукоположённым Еврейским юнион-колледжем и Еврейским институтом религии. HUC-JIR — старейшая сохранившаяся еврейская семинария в Америке и главная семинария для обучения раввинов, канторов, преподавателей и общинных работников реформистскому иудаизму. В 2007 году Джой Ладен стала первым открыто трансгендерным профессором в ортодоксальном еврейском учреждении (Женский колледж Стерна Университета Иешива). Эмили Авива Капор была посвящена в частный сан раввином, которого она назвала «Консервадокс», в 2005 году, но начала жить как женщина только в 2012 году, став, таким образом, первой открытой трансженщиной раввином.

### 2010-е и 2020-е
В 2010-х годах в индустрии развлечений всё большую роль играли открытые трансгендерные люди. Чез Боно стал широко известной трансгендерной знаменитостью, когда он появился в 13-м сезоне американской версии «Танцев со звёздами» в 2011 году, где открыто трансгендерный мужчина впервые снялся в крупном сетевом телешоу в том, что не имело отношения к трансгендерности. Он также снял документальный фильм «Стать Чазом» о смене пола, премьера которого состоялась на кинофестивале «Сандэнс» в 2011 году. OWN (сеть Опры Уинфри) приобрела права на документальный фильм и выпустила его 10 мая 2011 года. Также в 2011 году Хармони Сантана стала первой открыто транссексуальной актрисой, получившей номинацию на главную актёрскую премию, когда она была номинирована на премию Independent Spirit Awards за лучшую женскую роль второго плана в фильме Gun Hill Road. В 2012 году на Бродвее состоялась премьера мюзикла Bring It On: The Musical, и в нём был показан первый в бродвейском шоу трансгендерный персонаж-подросток — Ла Сьенега, трансгендерная женщина, которую сыграл актёр Грегори Хейни. В том же году основательница группы Against Me! попала в заголовки газет, когда она публично заявила о себе как о трансженщине, планируя начать медицинский переход и в конечном итоге взять имя Лора Джейн Грейс. Она первая крупная рок-звезда, сделавшая каминг-аут как трансженщина. Режиссёр Лана Вачовски, ранее известная как Ларри Вачовски, сделала каминг-аут как трансженщина в 2012 году во время рекламы своего фильма «Облачный атлас». Это сделало её первым крупным голливудским режиссёром, сделавшим такой каминг-аут.
В 2010-е годы трансгендерные люди также стали сильнее проникать в политику. В 2010 году Аманда Симпсон стала первым открытым трансгендерным человеком, назначенным президентом в США, когда она была назначена старшим техническим советником в Бюро промышленности и безопасности Министерства торговли. В том же 2010 году Виктория Колаковски стала первой в Америке открытой трансженщиной, занимающей должность судьи. В 2012 году Стейси Лотон стала первой в истории Соединённых Штатов открытой трансженщиной, избранной законодателем штата. Однако она ушла в отставку до того, как была приведена к присяге, и так и не заняла свою должность. Выяснилось, что она была осуждённым преступником и всё ещё находилась на испытательном сроке, отбыв четыре месяца в исправительной палате округа Белнап после осуждения за мошенничество с кредитными картами в 2008 году. Позже было установлено, что она не имела права работать в законодательном собрании штата Нью-Гэмпшир. Ранее, в 1992 году, Алтея Гаррисон была избрана законодателем штата, отбыв один срок в Палате представителей Массачусетса, но публично не было известно, что она была трансгендером, когда она была избрана. В 2017 году Даника Роэм была избрана в Палату делегатов Вирджинии. Она стала первым открытым трансгендером, избранным в законодательный орган штата США и отбывшим свой срок. Также в 2017 году Тайлер Титус, трансгендерный мужчина, стал первым открытым трансгендером, избранным на государственную должность в Пенсильвании, когда он был избран в школьный совет Эри. Он и Филип Каннингем, избранные в городской совет Миннеаполиса в ту же ночь, стали первыми двумя открыто трансгендерными мужчинами, избранными на государственные должности в Соединённых Штатах. В ту же ночь Андреа Дженкинс была избрана в городской совет Миннеаполиса, что сделало её первой афроамериканской женщиной-транссексуалом, избранной на государственную должность в Соединённых Штатах.
В 2014 году открытых трансгендерных людей стало больше. В том же году Лаверн Кокс была на обложке выпуска Time от 9 июня 2014 г. и дала интервью для статьи Кэти Стейнмец «Переломный момент для трансгендерных людей», которая была опубликована в этом выпуске и название которой также было упомянуто в номере журнала. Это сделало Кокс первым открытым трансгендерным человеком на обложке Time. Позже, в 2014 году, Кокс стала первым трансгендерным человеком, номинированным на премию «Эмми» в категории «Выдающаяся приглашённая актриса в комедийном сериале» за роль Софии Бёрсет в «Оранжевый — хит сезона». Однако она не победила. Также в том же году Transgender Studies Quarterly, первый немедицинский академический журнал, посвящённый проблемам трансгендерных людей, начал публикацию совместно с двумя соредакторами (Сьюзен Страйкер и Пейсли Куррах), являющимися открытыми трансгендерными людьми. Также в 2014 году деревянная ракетка, которую использовала открытая трансгендерная теннисистка Рене Ричардс, и оригинальный флаг гордости трансгендерных людей, созданный открыто трансгендерной активисткой и ветераном ВМФ Моникой Хелмс, а также предметы из карьеры Хелмса в качестве подводника были переданы в дар Национальному обществу Музея американской истории, который является частью Смитсоновского института. Но, пожалуй, самым важным изменением в 2014 году стало то, что колледж Миллс стал первым колледжем для лиц одного пола в США, принявшим политику открытого приёма транссексуалов, а затем Маунт Холиок стал первым колледжем Семи сестёр, принимающим трансгендерных студентов.
В 2014 году гомосексуальный трансмужчина Лу Катлер стал первым трансгендерным мужчиной, коронованным как «мистер Гей Филадельфия».
После развода в 2015 году Кейтлин Дженнер выступила в телеинтервью как трансгендерная женщина. 1 июня 2015 года Кейтлин Дженнер (ранее Брюс Дженнер) официально раскрыла своё новое имя, Кейтлин, и своё использование женских местоимений. Многие источники новостей описывают Дженнер как самого известного открыто транссексуального американца.
Что касается политических организаций, борющихся за права ЛГБТ, в 2012 году Эллисон Робинсон, окончившая Вест-Пойнт как Дэниел Робинсон, была назначена первым исполнительным директором OutServe-SLDN, ассоциации ЛГБТ, служащих в армии, что сделало её первым открытым трансгендерным человеком, возглавившим национальную ЛГБТ-организацию. В 2012 году также была проведена первая в стране финансируемая государством кампания по борьбе с дискриминацией трансгендерных людей, проведённая Управлением по правам человека округа Колумбия.
Кроме того, в 2010-х годах трансгендерные люди стали первыми в спорте. Кай Алламс стал первым открытым трансгендерным спортсменом, игравшим в баскетбол NCAA в 2010 году. Алламс — трансмужчина, который играл в женской команде Университета Джорджа Вашингтона. В 2012 году Килин Годси стал первым открытым трансгендерным претендентом на олимпийскую сборную США, но он не прошёл квалификацию и не поехал на Олимпиаду.
Три группы — Девочки-скауты, Североамериканский гей-любительский спортивный альянс и Епископальная церковь в Соединённых Штатах — объявили о своём принятии трансгендерных людей в этом десятилетии. В 2011 году, после первоначального отказа Бобби Монтойи, трансгендерной девушки, от Девочек-скаутов Колорадо, Девочки-скауты Колорадо объявили, что «Девочки-скауты — это инклюзивная организация, и мы принимаем в члены всех девочек детского сада до 11-го класса. Если ребёнок идентифицирует себя как девочка, а семья ребёнка представляет её как девочку, девочки-скауты Колорадо приветствуют её как девочку-скаута». Также в 2011 году Североамериканский гей-любительский спортивный альянс изменил свою политику, включив в неё транссексуалов и бисексуалов. В 2012 году Епископальная церковь в США одобрила изменение своих канонов недискриминации, включив в него гендерную идентичность и самовыражение.
Ещё одно существенное изменение для трансгендерных людей произошло в 2013 году, когда было выпущено пятое издание Диагностического и статистического руководства по психическим расстройствам Американской психиатрической ассоциации (DSM-5). В этом издании был исключён термин «расстройство гендерной идентичности», который считался стигматизирующим, вместо этого он относился к «гендерной дисфории», которая фокусирует внимание только на тех, кто обеспокоен своей гендерной идентичностью.
30 июня 2016 года было объявлено, что начиная с этой даты военнослужащие США, отвечающие другим критериям, больше не могут быть уволены, лишены возможности повторного зачисления, принудительно разлучены или получить отказ в продолжении службы из-за того, что они транссексуалы. Однако 26 июля 2017 года президент Дональд Трамп объявил, что трансгендерным людям не будет разрешено «служить ни в каком качестве в вооружённых силах США». Затем, 4 октября того же года, Отделение по гражданским делам Министерства юстиции подало ходатайство об отклонении изменённой жалобы по делу Джейн Доу против Трампа (о новой политике) и о возражении против ходатайства о предварительном судебном запрете, утверждая вместо этого, «что эта проблема несколько преждевременна», и Временное руководство секретаря Мэттиса, выпущенное 14 сентября 2017 года, защищает трансгендерный персонал, работающий в настоящее время, от недобровольного увольнения или отказа в повторном зачислении. Судья Коллин Коллар-Котелли вынесла предварительный судебный запрет истцам 30 октября 2017 года. В постановлении судья Коллар-Котелли отметила, что ходатайство обвиняемых о прекращении дела было «возможно, абстрактно убедительным, но [но] увяло [] под пристальным вниманием». Постановление фактически восстановило политику, установленную до твитов президента Трампа, в которых было объявлено о восстановлении запрета, а именно политику удержания и приёма на работу трансгендерного персонала, вступившую в силу 30 июня 2017 года.
Сара Макбрайд выступала на Национальном съезде Демократической партии в июле 2016 года, став первым открытым трансгендерным человеком, выступившим на крупном партийном съезде в истории Америки.
В 2016 году Lambda Literary Foundation учредил ежегодную стипендию в честь трансженщины Брин Келли, литературного сотрудника Lambda, покончившей с собой в январе 2016 года. Она была первым трансгендерным стипендиатом, совершившей переход из мужчины в женщину.
30 января 2017 года бойскауты Америки объявили, что трансгендерным мальчикам будет разрешено записываться в программы только для мальчиков, вступающие в силу немедленно. Ранее право на участие в этих программах определялось полом, указанным в свидетельстве о рождении заявителя; в дальнейшем решение будет основываться на поле, указанном в заявлении. В феврале 2017 года Джо Мальдонадо стал первым открытым трансгендерным членом Бойскаутов Америки; политика бойскаутов в отношении трансгендерных мальчиков была изменена после того, как Джо не смогу попасть в их организацию в 2016 году за то, что он трансгендерный человек, и это стало общенационально известным.
Также в 2017 году администрация Трампа через Министерство юстиции отменила политику эпохи Обамы, которая использовала Раздел VII Закона о гражданских правах для защиты трансгендерных сотрудников от дискриминации. В июне 2020 года Верховный суд постановил, что Раздел VII включает защиту сотрудников-геев и трансгендерных людей.
Также в 2017 году The Advocate назвал «Американских трансгендерных людей» своим «Человеком года» и объявил финалисткой трансгендерную женщину Данику Роэм.
14 июня 2020 года прошла крупнейшая  в истории ЛГБТ демонстрация за права трансгендерных людей — Бруклинский марш освобождения; Он проходил от Гранд-Арми-Плаза до Форт-Грин в Бруклине, собрав примерно от 15 000 до 20 000 участников и сосредоточив внимание на поддержке чёрных транслюдей.
Босток против округа Клейтон, было знаменательным делом Верховного суда, в котором суд постановил (15 июня 2020 г.), что Раздел VII Закона о гражданских правах 1964 года защищает сотрудников от дискриминации по причине их гендерной идентичности (или сексуальной ориентации). Истцом по делу была Эми Стивенс, трансгендерная женщина.
В июне 2021 года трансгендерная женщина впервые победила на конкурсе красоты в США. 27-летняя модель Каталуна Энрикес (Kataluna Enriquez) из штата Невада получила корону 27 июня и теперь будет представлять штат на уровне всей страны в конкурсе «Мисс США»

## Новейшая история по темам (1970-е годы — настоящее время)

### Образование
Сэнди Стоун — открытая трансгендерная женщина, чьё эссе под названием «Империя наносит ответный удар: посттранссексуальный манифест», опубликованное в 1987 году в ответ на антитранссексуальную книгу «Транссексуальная империя», было названо источником исследований трансгендерных людей.
В 2012 году Campus Pride, основанная в 2001 году, опубликовала свой первый список самых привлекательных мест для трансстудентов, желающих поступить в колледж.
В 2014 году Миллс-колледж стал первым колледжем для мужчин и женщин в США, принявшим политику открытого приёма трансгендерных студентов. Политика гласит, что кандидаты, не относящиеся к женскому полу при рождении, но идентифицирующие себя как женщины, приветствуются, как и кандидаты, которые не идентифицируют себя ни как мужчина, ни как женщина, если они были отнесены к женскому полу при рождении. В нём также говорится, что учащиеся, отнесённые к женскому полу при рождении, которые по закону стали мужчинами до подачи заявления, не имеют права, если они не подадут заявку на программу для выпускников, которая является совместным обучением, хотя студентки, которые становятся мужчинами после зачисления, могут остаться и получить высшее образование.
Также в 2014 году колледж Маунт-Холиок стал первым колледжем «Семи сестёр», который принял трансгендерных студентов.
Также в 2014 году начал публикацию Transgender Studies Quarterly, первый немедицинский академический журнал, посвящённый проблемам трансгендерных людей, с двумя открытыми трансгендерными соредакторами, Сьюзен Страйкер и Пейсли Каррах.
В 2015 году было представлено пособие «Школы переходного периода: руководство по поддержке трансгендерных учащихся в школах K-12»; это первая в своём роде публикация для школьной администрации, учителей и родителей о том, как обеспечить безопасную и благоприятную среду для всех трансгендерных учеников с детского сада до двенадцатого класса. Его авторами являются штатный поверенный Национального центра по правам лесбиянок (NCLR) в рамках молодёжного проекта трансгендерных людей, старший директор Gender Spectrum по профессиональному развитию и семейным услугам, Национальная ассоциация образования, Американский союз за гражданские свободы и Кампания за права человека.
В 2016 году министерства юстиции и образования выпустили руководство, согласно которому школы, получающие федеральные деньги, должны рассматривать гендерную идентичность учащихся как их пол (например, в отношении посещения туалетов). Однако в 2017 году эта политика была отменена.
В 2019 году выпускница Университета Теннесси Гера Джей Браун стала первой трансгендерной женщиной, отобранной для получения стипендии Родса. Два небинарных учёных были также отобраны для класса 2020 года.

### Сфера занятости
В 1971 году Паула Гроссман была уволена со своей 14-летней должности учителя элементарной музыки в Бернардс Тауншип, штат Нью-Джерси, после того, как стала транссексуалом. Она так и не вернулась к преподаванию и умерла в 2003 году.
В августе 2005 года выяснилось, что учитель государственной школы Нью-Джерси г-н Херб МакКэффри перенёс операцию по смене пола в середине прошлого учебного года и вернётся в качестве г-жи Керри Николь Маккаффри, став первым учителем-транссексуалом в Нью-Джерси более чем за тридцать лет. Поскольку Маккаффри не работала по найму, она скрывала свою личность до конца 2005 учебного года и раскрыла своё изменённое имя и статус публично только этим летом. Несмотря на разногласия, МакКэффри сохранила преподавательскую работу в 5-м классе. По состоянию на 2015 год она по-прежнему преподаёт в Мендхэм-Боро, штат Нью-Джерси.
В 2012 году Кайлар Бродус, основатель Коалиции цветных транслюдей в Колумбии, штат Миссури, выступил в Сенате за принятие Закона о недопущении дискриминации в сфере занятости. Его речь стала первым в истории Сената показанием трансгендерного свидетеля.
30 июня 2016 года администрация Обамы объявила, что немедленно вступившие в силу квалифицированные военнослужащие США больше не могут быть уволены, не могут быть уволены повторно, принудительно разлучены или ему может быть отказано в продолжении службы из-за того, что они транссексуалы. Это было отменено президентом Дональдом Трампом, который в 2017 году заявил через Твиттер, что трансгендерным людям не будет разрешено «служить ни в каком качестве в вооружённых силах США». Это вызвало долгую судебную тяжбу. Хотя несколько судей издали судебные запреты, чтобы отложить рассмотрение предложения Трампа, Верховный суд в конечном итоге позволил администрации Трампа приступить к реализации своего плана. С апреля 2019 года существующий трансгендерный персонал может продолжать работать, но новый трансгендерный персонал не может присоединиться. В 2017 году администрация Трампа через Министерство юстиции отменила политику эпохи Обамы, которая использовала Раздел VII Закона о гражданских правах для защиты трансгендерных сотрудников от дискриминации. Новый президент Джо Байден изменил свою политику 25 января 2021 года.
Босток против округа Клейтон, было знаменательным делом Верховного суда, в котором суд постановил (15 июня 2020 г.), что Раздел VII Закона о гражданских правах 1964 года защищает сотрудников от дискриминации по причине их гендерной идентичности (или сексуальной ориентации). Истцом по делу была Эми Стивенс, открыто трансгендерная женщина.

### Здоровье
В 1980 году трансгендерные люди были официально классифицированы Американской психиатрической ассоциацией как страдающие «расстройством гендерной идентичности».
В 2003 году доктор Марси Бауэрс, гинекологический хирург и трансгендерная женщина, присоединилась к практике доктора Стэнли Бибера в Тринидаде, штат Колорадо, и была признана первой женщиной и первой трансженщиной, которая выполнила множество вагинопластик. (Шейла Кирк, ещё одна трансженщина, ранее в Университете Питтсбурга выполнила менее 10 вагинопластик.) Сейчас она практикует в основном в Бурлингейме, Калифорния, и инициировала программы хирургического обучения трансгендерных людей по вагинопластике в Тель-Авиве, Израиль, в больнице Шиба (2014), в Медицинской школе Маунт Синай Икан в Нью-Йорке (2016), в Denver Health (2016) и в больнице Торонто (2019).
В феврале 2007 года Норман Спак стал соучредителем клиники Службы гендерного управления (GeMS) Бостонской детской больницы; это первая в Америке клиника для лечения трансгендерных детей.
В 2009 году Американская профессиональная ассоциация эндокринологов установила передовой опыт работы с трансгендерными детьми, который включал в себя назначение детям до подросткового возраста препаратов, подавляющих половое созревание, с последующей гормональной терапией, начиная примерно с 16 лет . В 2012 году Американская академия детской и подростковой психиатрии повторила эти рекомендации.
В 2011 году Центр передового опыта в области здоровья трансгендерных людей опубликовал первые в истории протоколы первичной медико-санитарной помощи трансгендерным людям.
Также в 2011 году Управление по охране здоровья ветеранов издало директиву, устанавливающую, что все трансгендерные и интерсекс-ветераны имеют право на такой же уровень ухода «без дискриминации», как и другие ветераны, во всех медицинских учреждениях Управления по делам ветеранов.
В 2012 году Американская психиатрическая ассоциация опубликовала официальные заявления о поддержке заботы и гражданских прав трансгендерных людей и лиц, не соответствующих гендерным нормам.
В 2013 году было выпущено пятое издание Диагностического и статистического руководства по психическим расстройствам Американской психиатрической ассоциации (DSM-5). В этом издании был исключён термин «расстройство гендерной идентичности», который считался стигматизирующим, вместо этого он относился к «гендерной дисфории», которая фокусирует внимание только на тех, кто обеспокоен своей гендерной идентичностью.
Также в 2013 году, по запросу группы эндокринологов, U.S. News and World Report впервые в своём рейтинге больниц присвоили дополнительные баллы больницам, в которых были программы, разработанные для удовлетворения потребностей трансгендерной молодёжи.
В 2015 году Совет представителей Американской психологической ассоциации принял «Руководство по психологической практике с трансгендерными и гендерно неконформными людьми» на 123-м ежегодном съезде ассоциации. Такие руководящие принципы устанавливают идеалы, к которым Американская психологическая ассоциация поощряет стремиться психологов. Согласно «Руководству по психологической практике с трансгендерными и гендерно-неконформными людьми», психологи, работающие с трансгендерными или гендерно-неконформными людьми, должны стремиться обеспечить принятие, поддержку и понимание, не делая предположений относительно гендерной идентичности или гендерного выражения своих клиентов.
В 2017 году Министерство здравоохранения Министерства обороны впервые утвердило оплату операции по смене пола для военнослужащего США, находящегося на действительной военной службе. Пациентка, солдат пехоты, идентифицирующая себя как женщина, уже начала курс лечения по смене пола. Процедура, которую лечащий врач посчитал необходимой с медицинской точки зрения, была проведена 14 ноября в частном госпитале, поскольку в военных госпиталях нет необходимой хирургической экспертизы.

### Юридические права
Правовые вопросы, касающиеся трансгендерных людей в США, начались в 1966 году с Mtr. дела Anonymous v. Weiner, касающегося человека, который хотел обновить своё имя и пол в свидетельстве о рождении после операции по смене пола. Изменения в паспортах, лицензиях, свидетельствах о рождении и других официальных документах оставались темой с 60-х по 2010 год, когда Государственный департамент разрешил изменять пол в паспортах США.
Другие важные темы в законодательстве или нормативных актах, касающихся трансгендерных людей, включали положения о защите от дискриминации в вопросах жилья, занятости, здравоохранения, использования общественных туалетов, армии, страхового покрытия и других сферах общественной жизни. 25 января 2021 года президент США Джо Байден издал указ, отменяющий запрет на службу трансгендерных людей в вооружённых силах.

### Проблемы с идентификацией и статусом
В 2003 году Комитет консервативного иудаизма по еврейским законам и нормам одобрил постановление раввинов о статусе транссексуалов. В постановлении сделан вывод о том, что лица, перенёсшие полную операцию по смене полового члена и чья смена полового члена признана гражданскими властями, считаются изменившими свой половой статус в соответствии с еврейским законодательством. Кроме того, он пришёл к выводу, что операция по смене пола является приемлемым методом лечения в соответствии с еврейским законодательством для лиц, у которых диагностирована гендерная дисфория.
В 2014 году Американская медицинская ассоциация приняла политику, согласно которой трансгендерные люди не должны проходить операции на половых органах для обновления документов, удостоверяющих личность, включая свидетельства о рождении.
Также в 2014 году Facebook представил десятки опций для пользователей, позволяющих указать свой пол, включая настраиваемый вариант пола, а также позволил пользователям выбирать между тремя местоимениями: «он», «она» или «оно». Позже в том же году Facebook добавил гендерно-нейтральный вариант, который пользователи могли использовать при идентификации членов семьи, например Родитель (гендерно нейтральный) и Ребёнок (гендерно нейтральный).
Также в 2014 году Google Plus представил новую гендерную категорию под названием «Пользовательский», которая генерирует текстовое поле произвольной формы и поле местоимения, а также предоставляет пользователям возможность ограничить круг лиц, которые могут видеть свой пол.

### Брак и воспитание детей
В 2008 году американский трансгендерный мужчина Томас Бити забеременел, попав в международные новости. Он написал статью о своём опыте беременности в The Advocate. Блогер Washington Post Эмиль Штайнер назвал Бити первым «законно» беременным мужчиной в связи с юридическим признанием Бити мужчиной в некоторых штатах и на федеральном уровне. Бити родила девочку по имени Сьюзан Джульетт Бити 29 июня 2008 года. В 2010 году книга рекордов Гиннеса признала Бити «первым женатым мужчиной, родившим ребёнка».
В 2018 году Transgender Health сообщила, что трансгендерная женщина в США кормила грудью своего приёмного ребёнка; это был первый известный случай кормления грудью трансгендерной женщины.

### Насилие в отношении трансгендерных людей и их партнёров
В 1993 году Брэндон Тина, трансгендерный мужчина, был изнасилован и убит в Небраске. В 1999 году он стал героем биографического фильма «Парни не плачут» с Хилари Суэнк в роли Брэндона Тины в главной роли, за который Суонк получила премию Оскар.
День памяти трансгендерных людей был основан в 1998 году Гвендолин Энн Смит, трансгендерным человеком, американским графическим дизайнером, обозревателем и активистом, чтобы увековечить память об убийстве трансгендерной женщины Риты Хестер в Массачусетсе в 1998 году. День памяти трансгендерных людей проводится каждый год 20 ноября, и теперь он увековечивает память всех убитых из-за трансфобной ненависти и предрассудков.
В 2002 году Гвен Араухо, трансгендерная женщина, была убита в Калифорнии четырьмя мужчинами после того, как они обнаружили, что она — трансженщина. Это дело попало в международные новости и стало поводом трансгендерным людям для объединения и, в конечном итоге, для более широкого ЛГБТ-сообщества. События этого дела, включая оба уголовных процесса, были изображены в телефильме «Девушка, похожая на меня: история Гвен Араухо».
В 2008 году Энджи Сапата, трансгендерная женщина, была убита в Грили, штат Колорадо. Аллен Андраде был признан виновным в убийстве первой степени и совершении преступления на почве предубеждения, потому что убил её после того, как узнал, что она — трансженщина. Андраде был первым человеком в США, осуждённым за преступление на почве ненависти по отношению к трансгендерному человеку. История Энджи Сапаты и её убийство были показаны в телешоу Univision Aqui y Ahora 1 ноября 2009 года.
В 2015 году была убита 21 трансгендерная женщина, большинство из которых были негритянками. В 2016 году число погибших достигло 21 только в сентябре, что делает 2016 год самым смертоносным годом за всю историю наблюдений. В 2017 году тогдашний генеральный прокурор Джефф Сешнс объявил, что дал указание федеральным властям пересмотреть недавние убийства трансгендерных людей, чтобы выяснить, были ли они преступлениями на почве ненависти или за них ответственны одно лицо или группа. Ранее в том же году, в марте, шесть депутатов-демократов написали письмо по этому поводу в Министерство юстиции.
В марте и апреле 2020 года четыре трансгендерных женщины были убиты в Пуэрто-Рико, тела двух жертв были найдены в обгоревшей машине.

## Известные трансгендерные люди в США

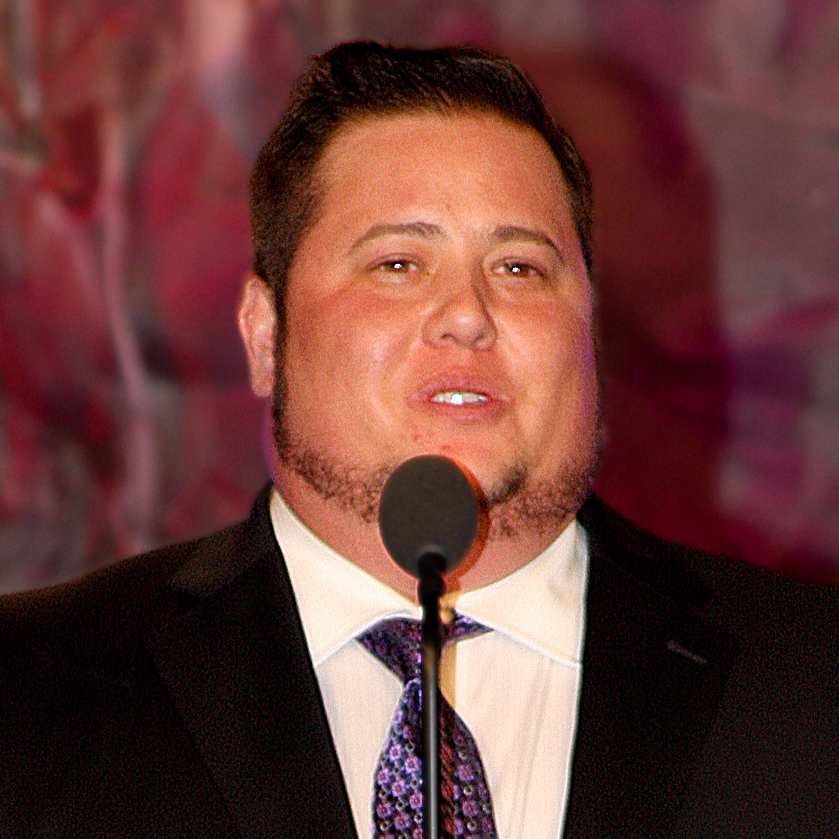
Чез Боно появился на Танцах со звёздами в 2011 году.

- Чез Боно появился на Танцах со звёздами в 2011 году.Бен Баррес был заведующим кафедрой нейробиологии Медицинской школы Стэнфордского университета. Его исследования были сосредоточены на взаимодействии между нейронами и глиальными клетками нервной системы.
- Хантер Шафер - американская модель, актриса, художница и активистка движения за права ЛГБТ. До трансгендерного перехода была мужчиной. В 2019 году она дебютировала в качестве актрисы, сыграв роль трансгендерной старшеклассницы Джулс Вон в сериале HBO «Эйфория»
- Чез Боно стал широко известной трансгендерной знаменитостью, когда он появился в 13-м сезоне американской версии «Танцев со звёздами» в 2011 году. Это был первый раз, когда открытый трансгендерный мужчина снялся в крупном сетевом телешоу в чём-то, что не имело отношения к трансгендерности[101]. Он также снял документальный фильм «Стать Чезом» о смене пола, премьера которого состоялась на кинофестивале «Сандэнс» в 2011 году. OWN (сеть Опры Уинфри) приобрела права на документальный фильм и представила его 10 мая 2011 года.
- Кейт Борнштейн — писательница, драматург, актёр и теоретик гендера. Она была исключена из Церкви Саентологии и теперь много пишет о гендерном несоответствии[203].
- Марси Бауэрс — хирург-гинеколог, первая трансженщина, выполнившая операцию по смену пола на гениталиях. Бауэрс — первый североамериканский хирург, выполнивший операцию по функциональному восстановлению пострадавшим от калечащих операций на женских половых органах. Её хирургические операции были публично зарегистрированы для известных трансгендерных людей, Джаза Дженнингса в TLC «Я — Джаз», Томаса Бити (Доктора) и Исиды (Шоу Тайры Бэнкс). Она также появилась в шоу CBS 2004 года, CSI: Las Vegas[204].
- Дженнифер Финни Бойлан — писатель, политический активист и профессор английского языка в Колби-колледже в штате Мэн. Её автобиография 2003 года «Её нет: жизнь двух полов» стала первой книгой открыто транссексуального американца, ставшей бестселлером. В 2013 году Бойлан был выбран первым открыто трансгендерным сопредседателем Национального совета директоров GLAAD[205].
- Алешиа Бревард — исполнитель и автор, она была одним из первых пациентов Гарри Бенджамина и одним из первых людей, перенёсших хирургическую коррекцию пола в Соединённых Штатах.
- Леди Шабли (11 марта 1957 г. — 8 сентября 2016 г.) была актрисой и писателем.
- Линн Конвей, ученый-компьютерщик. Мировую известность ей принесла фундаментальная работа по технологии СБИС совместно с Карвером Мидо. Она сообщила о том, что является трансгендерным человеком в 1999 году[206][207][208][209][210][211]. В 2000 году о её переходе больше всего сообщалось в профилях в Scientific American и Los Angeles Times, и она основала известный веб-сайт, на котором транссексуалы получают психологические и медицинские советы[212]. Часть веб-сайта переведена на большинство основных языков мира[213].
- Лаверна Кокс — американская актриса, звезда реалити-шоу и трансгендерная активистка[214][215][216]. У Кокс есть повторяющаяся роль в сериале Netflix «Оранжевый — новый чёрный» в роли Софии Бурсет, трансгендерной женщины, попавшей в тюрьму за мошенничество с кредитными картами, и которая является парикмахером для многих заключённых. Кокс наиболее известна своим участием в первом сезоне шоу VH1 «Я хочу работать на Дидди», а также продюсированием и ролью соведущей телесериала «Трансформируй меня» на канале VH1 (который сделал её первым афро-американским трансгендерным человеком, который будет продюсировать и сниматься в собственном телешоу)[217]. Кокс была на обложке выпуска Time от 9 июня 2014 года и дала интервью для статьи Кэти Стейнмец «Переломный момент для трансгендерных людей», которая была опубликована в этом выпуске и название которой также было указано на обложке; это делает Кокс первым открытым трансгендерным человеком на обложке Time[117][118]. Позже в 2014 году Кокс стала первым открытым трансгендерным человеком, номинированным на премию «Эмми» в категории «Выдающаяся приглашённая актриса в комедийном сериале» за роль Софии Бёрсет в «Оранжевый — новый чёрный»[117], хотя она не победила[122].
- Азия Кейт Диллон — небинарный актёр. Она примечательна ролью Тейлора Мэйсона в «Миллиардах», который, как сообщается, стал первым небинарным персонажем на популярном североамериканском телевидении[218][219].
- 25 октября 2017 года было объявлено, что трансгендерные актёры Эмджей Родригес, Индиа Мур, Доминик Джексон, Хейли Сахар и Анжелика Росс, а также цисгендерные актёры Райан Джамаал Суэйн, Билли Портер и Диллон Бернсайд получили главные роли в драматическом сериале FX «Поза». Каст стал крупнейшим актёрским составом трансгендерных людей, когда-либо собранным для главных ролей в повторяющемся сценарии сериала[220].
- Лора Джейн Грейс — первая крупная рок-звезда, которая сделала каминг-аут как трансженщина[221]. Она — основательница, солистка, автор песен и гитарист панк-рок-группы Against Me![221]
- Кейтлин Дженнер — американская бывшая легкоатлетка и телеведущая. Дженнер привлекла международное внимание, когда, всё ещё публично называя себя мужчиной, она выиграла золотую медаль в десятиборье на летних Олимпийских играх 1976 года в Монреале. Впоследствии она снялась в нескольких фильмах, снятых для телевидения, и ненадолго заменила Эрика Эстраду в сериале CHiPs. Дженнер была замужем почти 24 года за Крис Дженнер (ранее Кардашьян); пара и их дети появились в 2007 году в телевизионном реалити-шоу «Идти в ногу с Кардашьян». После развода в 2015 году Дженнер выступила в телеинтервью как трансгендерная женщина[129]. 1 июня 2015 года Кейтлин Дженнер официально раскрыла своё новое имя[130]. Многие источники новостей описывают Дженнер как самого известного открыто транссексуального американца[130][131].
- Джаз Дженнингс — американский YouTube-блоггер, модель, телеведущая и активистка за права ЛГБТ[222][223]. Дженнингс, трансгендерная женщина, примечательна тем, что является одним из самых молодых публично задокументированных людей, идентифицирующих себя как трансгендерным человеком, и тем, что она самый молодой человек, ставший известной как трансгендерный человек.
- Katastrophe — первый открытый трансгендерный рэпер и соучредитель Original Plumbing, журнала для трансмужчин.
- Эллиот Кукла — раввин Еврейского лечебного центра Bay Area[224]. Он сделал каминг-аут как трансгендерный человек за шесть месяцев до своего рукоположения в 2006 году[225]. Он был первым открытым трансгендерным человеком, рукоположённым Реформистской еврейской семинарией Еврейский юнион-колледж — Еврейский институт религии в Лос-Анджелесе. Позже, по просьбе своего друга, который также был трансгендерным человеком, он написал первое благословение, освящающее процесс смены пола, которое будет включено в справочное руководство Союза за реформу иудаизма для включения геев, лесбиянок, бисексуалов и трансгендерных людей в издание 2007 года. называется Кулану[226][226][227]
- Челси Мэннинг — солдат и информатор армии Соединённых Штатов, которая была осуждена в июле 2013 года за нарушение Закона о шпионаже и другие правонарушения после того, как предоставила WikiLeaks самый большой набор секретных документов, когда-либо просочившихся общественности[228]. 17 января 2017 г. президент Барак Обама заменил приговор Мэннинг семи годам лишения свободы с даты ареста (20 мая 2010 г.) военными властями.
- Билли Мартин, известный профессионально как Поппи З. Брайт, — американский писатель. Первоначально он добился известности в жанре готического хоррора в начале 1990-х годов после публикации серии успешных романов и сборников рассказов. Недавние работы Мартина переместились в родственный жанр тёмной комедии, многие работы которого происходят в ресторанном мире Нового Орлеана. Романы Мартина обычно представляют собой отдельные книги, но могут содержать повторяющихся персонажей из предыдущих романов и рассказов.
- Джанет Мок — обозреватель, автор, редактор и трансактивистка. Её история была впервые освещена в статье Marie Claire 2011 года о ней и её жизни.
- Эллиот Пейдж — актёр, продюсер и активист, номинированный на «Оскар», в декабре 2020 года сделал каминг-аут как трансгендерный и небинарный человек[229]. В марте 2021 года он стал первым трансгендерным мужчиной, появившимся на обложке Time[230].
- Дженнифер Притцкер сделала  каминг-аут трансгендером в 2013 году и, таким образом, стала первым в мире трансгендерным миллиардером, который открыто сообщил о своём статусе[231].
- Анжелика Росс, участница первых двух сезонов «Позы», представленная в восьмом сезоне «Американской истории ужасов», стала первым трансгендерным актёром, получившим главную роль в двух разных телевизионных шоу[232].
- Джулия Серано — трансактивистка, спикер и автор трёх книг по вопросам трансгендерности, включая «Девушка для битья»[233], трансфеминистское исследование трансмизогинии, термин, который Серано ввела в обращение для этой книги.
- Аманда Симпсон, бывший заместитель помощника министра обороны по оперативной энергетике. Первая открытая трансженщина, назначенная президентом США. Она участвовала в разработке и / или тестировании многочисленных операционных ракетных систем, включая Maverick, AMRAAM, Standard, Phalanx, TOW, RAM, JAGM, ACM, HARM, JSOW, MALD, ESSM, SilentEyes, Sidewinder, Sparrow, Paveway и Tomahawk.
- Маттильда Бернштейн Сикамор — активистка и автор. Она организовывала ACT UP и Fed Up Queers и пишет об ассимиляции и джентрификации квиров[234].
- Макс Вольф Валерио — индейский поэт, мемуар, публицист и актёр. Его мемуары 2006 года «Файлы тестостерона» описывают его опыт трансчеловека.
- Лана Вачовски — первый крупный голливудский режиссёр, сделавший каминг-аут как трансгендерный человек[105]. Она сообщила об этом в 2012 году, когда рекламировала свой фильм «Облачный атлас». В 2016 году режиссёр Лилли Вачовски, ранее известная как Энди Вачовски, сообщила Windy City Times, что она, как и её сестра Лана, является трансгендерными женщинами, после интервью, сделанного Daily Mail.
- Кортни Райан Зиглер — кинорежиссёр[235], художник, писатель и учёный из Окленда, штат Калифорния[236][237]. Его художественная и академическая работа сосредоточена на проблемах квир / транс, образе тела, расистской сексуальности, гендере, теории темнокожих квиров. Зиглер также является первым человеком в истории, получившим докторскую степень по афроамериканским исследованиям в Северо-Западном университете[238].
- Ноэль Стивенсон — автор комиксов и художник, получивший множество наград, соисполнительный продюсер отмеченного наградами анимационного шоу She-ra: Princess of Power. Она начала свой переходный период в июле 2020 года и публично объявила в своём Твиттере и Instagram, назвав себя небинарной трансгендерной лесбиянкой.
- Каталуна Энрикес — модель, известная как первый трансгендерный человек, победивший на конкурсе красоты в США[159]